# Koreai bábjáték

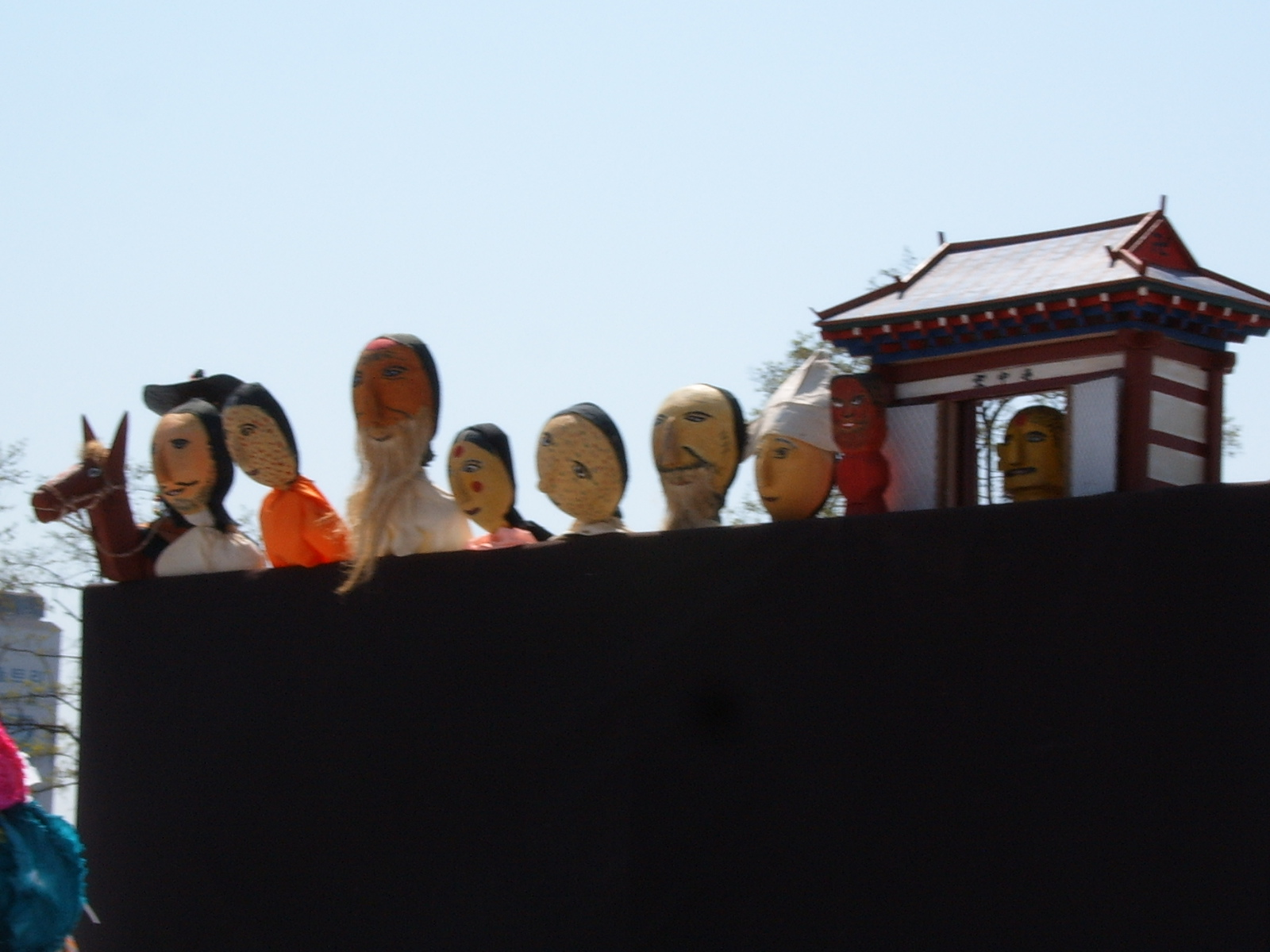
Kkoktu kaksi nori (Kkokdu gaksi nori)-előadás

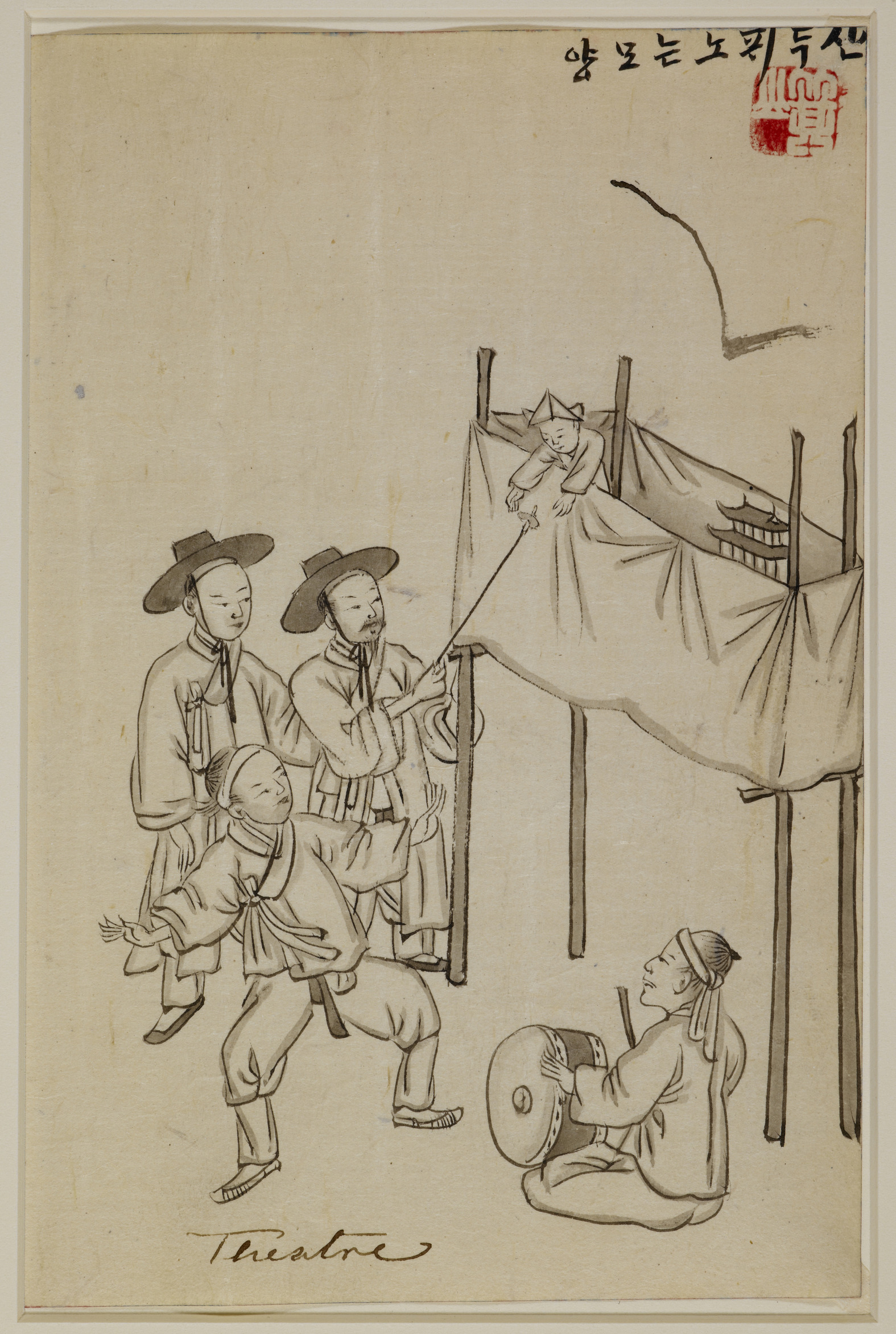
Koreai bábelőadás, Kiszan (Kisan) (Kim Dzsungun (Kim Jun-geun)) életképe

A koreai bábjáték (hangul: 한국의 인형극, Hangugi inhjongguk, RR: Hangugui inhyeonggeuk) a történelmi Korea területén gyakorolt bábjátékok összefoglaló elnevezése.

## Története
A koreai bábjátékok pontos eredete nem ismert. Annyi bizonyos, hogy a Korjo (Goryeo)-korban már széleskörűen ismert volt, erre utal egy 982-ben a királynak címzett levél, ami a bábjáték betiltását szorgalmazza. Úgy tűnik, hogy már akár a három királyság korszakában is elterjedt lehetett és valószínűsíthetően szorosan kapcsolható mind a kínai, mind a japán bábjátékhoz.

## Jellemzői
Koreaiul a báb elnevezése kkoktu gaksi (꼭두각시, kkokdu gaksi), amiből a kaksi (gaksi) jelentése „menyasszony” vagy „fiatal lány”, és az egyik leggyakoribb bábtípust jelöli. Ma már csak két bábjáték szövege ismert, az egyik a Kkoktu kaksi nori (Kkokdu gaksi nori) (꼭두각시놀이), a másik a Manszokcsung nori (Manseokjung nori) (만석중놀이). A koreai bábjátékok rendszerint társadalmi kritikát fogalmaztak meg, a nemeseket és a hitüket vesztett buddhista papokat gúnyolták. A Kkoktu kaksi nori (Kkokdu gaksi nori)t ma is játsszák fesztiválokon, nyolc jelenetből áll, a bábkészlet 15 darabos.
Akárcsak a maszkos táncok esetében, a bábjátékot is nyílt téren játszották. A közönség egy 3x3 méteres, oszlopokra emelt, festett színpad előtt foglalt helyet, melynek nyílásában jelentek meg a bábuk. Volt egy zenész-narrátor is (szanbacshi (sanbachi), 산바치), aki a jelenetek között szórakoztatta a közönséget, valamint időnként a bábok és a közönség között közvetített, aktívan bevonva a közönséget a játékba. Jobbára éjszakai esemény volt a bábszínház, a színpadot fáklyákkal világították meg. A Kkoktu kaksi nori (Kkokdu gaksi nori) legfontosabb szereplője a Pak Cshomdzsi (박첨지, Park Cheomji), a falu vezetője, aki magyarázatokat ad a történet menetére, előrevetíti a lefolyását.